# Франсия, Мирка
Мирка Франсия Васконселос (исп. Mirka Francia Vasconcelos; 14 февраля 1975, Санта-Клара, Куба) — кубинская и итальянская волейболистка. Центральная блокирующая, нападающая-доигровщица. Двукратная Олимпийская чемпионка, двукратная чемпионка мира, двукратная обладательница Кубка мира.

## Биография
Волейболом Мирка Франсия начала заниматься в 10-летнем возрасте, а уже через 4 года получила вызов в молодёжную сборную Кубы. С 1993 на протяжении 7 лет выступала за национальную команду своей страны, став за это время в её составе двукратной олимпийской чемпионкой, двукратной чемпионкой мира, двукратной обладательницей Кубка мира, 4-кратной чемпионкой NORCECA, а также победителем и призёром других крупнейших международных соревнований. По итогам розыгрыша Кубка мира 1999 была признана лучшей блокирующей турнира.
В 1998 году многие выдающиеся кубинские волейболистки получили разрешение от Федерации волейбола Кубы на выступление за границей. Мирка Франсия уехала в Италию, где на протяжении сезона играла в команде из Флоренции в серии А2 итальянского волейбольного первенства, а в следующем году перешла в одну из сильнейших команд Италии — «Сирио» из Перуджи, с которой выиграла Кубок обладателей кубков ЕКВ и «бронзу» чемпионата Италии. В 2000 году вернулась на Кубу для подготовки к Олимпиаде, по итогом которой стала двукратной олимпийской чемпионкой. После этого приняла решение завершить карьеру в сборной, а после игрового перерыва, вызванного беременностью и рождением ребёнка, в январе 2002 возвратилась в Италию, где возобновила выступления за Перуджу. За «Сирио» Франсия играла вплоть до 2008 года, внеся значительный вклад во множество побед своей команды на внутренней и международной арене. За 7 сезонов в Перудже кубинка по три раза выигрывала чемпионат и Кубок Италии, по разу — Суперкубок и Кубок лиги, по два раза побеждала в Лиге чемпионов ЕКВ и Кубке Европейской конфедерации волейбола. В 2008 была признана лучшей нападающей финального раунда Лиги чемпионов. Интересно, что в сборной Кубы Франсия действовала на позиции центральной блокирующей, а выступая в Италии переквалифицировалась в нападающие-доигровщицы. В 2004 волейболистка приняла итальянское гражданство, в том числе спортивное, но за сборную Италии по семейным причинам играть отказалась.
В 2008 начался турецкий период в игровой карьере Франсии, в котором на протяжении четырёх лет она выступала за стамбульский «Эджзаджибаши». По итогам первого же сезона в Турции кубино-итальянская волейболистка стала обладателем серебряным наград чемпионата страны, а также сразу трёх индивидуальных призов по итогам первенства — самой результативной, лучшей нападающей и лучшей на подаче. Всего же в Турции спортсменка четырежды выигрывала медали чемпионата, в том числе золотые в 2012, и трижды — Кубок Турции.
В 2012 Франсия вернулась в Италию и в 2014—2016 отыграла за команду «Сан-Джустино», выступавшую в серии В1 итальянского чемпионата, после чего в возрасте 41 года завершила спортивную карьеру.

### Клубная карьера
- 1989—1998 —  «Вилья-Клара» (Санта-Клара);
- 1998—1999 —  «Романелли Фиренце» (Флоренция);
- 1999—2000, 2002—2008 —  «Деспар-Сирио» (Перуджа);
- 2008—2012 —  «Эджзаджибаши» (Стамбул);
- 2014—2016 —  «Сан-Джустино».

## Достижения

### Со сборной Кубы
- двукратная Олимпийская чемпионка — 1996, 2000.
- двукратная чемпионка мира — 1994, 1998;
- двукратный победитель розыгрышей Кубка мира — 1995, 1999.
- серебряный призёр Всемирного Кубка чемпионов 1997.
- чемпионка Гран-при 2000;
  - 3-кратный серебряный (1994, 1996, 1997) и двукратный бронзовый (1995, 1998) призёр Мирового Гран-при.
- 4-кратная чемпионка NORCECA — 1993, 1995, 1997, 1999.
- чемпионка Панамериканских игр 1995;
  - серебряный призёр Панамериканских игр 1999.
- чемпионка Центральноамериканских и Карибских игр 1998.

### С клубами[1]
- 3-кратная чемпионка Италии — 2003, 2005, 2007;
  - серебряный (2008) и двукратный бронзовый (2000, 2002) призёр чемпионатов Италии.
- 3-кратный победитель розыгрышей Кубка Италии — 2003, 2005, 2007.
- победитель розыгрыша Суперкубка Италии 2007.
- победитель розыгрыша Кубка Лиги (женской волейбольной Лиги Италии) 2006.
- двукратный победитель Лиги чемпионов ЕКВ — 2006, 2008;
  - серебряный призёр Лиги чемпионов ЕКВ 2004.
- двукратный победитель розыгрышей Кубка Европейской конфедерации волейбола (ЕКВ) — 2005, 2007;
  - бронзовый призёр Кубка ЕКВ 2003.
- победитель розыгрыша Кубка обладателей кубков ЕКВ 2000.

### Индивидуальные
- 1999: лучшая блокирующая Кубка мира.
- 2008: лучшая нападающая «финала четырёх» Лиги чемпионов.
- 2009: самая результативная, лучшая нападающая и лучшая на подаче чемпионата Турции.